# Katja Wiesmann
Katja Wiesmann (* 1972 in Luckenwalde) ist eine deutsche Juristin und Richterin am Bundesfinanzhof.

## Leben und Wirken
Wiesmann studierte Rechtswissenschaften an der Universität Heidelberg. Nach ihrem Ersten Juristischen Staatsexamen wurde sie dort zur Dr. iur. promoviert. Ihr Rechtsreferendariat leistete sie in Thüringen ab. Nach dem Zweiten Staatsexamen war sie zunächst als Rechtsanwältin und Steuerberaterin tätig, bevor sie zum 1. Januar 2006 in den Höheren Justizdienst des Landes Thüringen eintrat. Dort wurde sie zunächst bei der Staatsanwaltschaft Mühlhausen und ab 2008 am Amtsgericht Erfurt eingesetzt. Später wurde sie am Landgericht Mühlhausen eingesetzt. Im Oktober 2011 wechselte sie in die Finanzgerichtsbarkeit und wurde Richterin am Thüringer Finanzgericht in Gotha. Im März 2017 wurde sie zur Richterin am Bundesfinanzhof gewählt. Sie wurde zum 1. November 2017 dem vor allem für Zoll- und Marktordnungsrecht und dem allgemeinen Recht der Abgabenordnung und dem Steuerberatungsrecht zuständigen VII. Senat zugewiesen.